# Йосиповичи
Йосиповичи (укр. Йосиповичі) — село в Стрыйской городской общине Стрыйского района Львовской области Украины.
Население по переписи 2001 года составляло 956 человек. Занимает площадь 12,079 км². Почтовый индекс — 82444. Телефонный код — 3245.

## История
В 1946 году указом ПВС УССР село Юсиптичи переименовано в Йосиповичи.